# DJK Teutonia Waltrop
Die DJK Teutonia Waltrop war ein Sportverein aus Waltrop im Kreis Recklinghausen, der sich in mehrere selbständige Einspartenvereine aufgespalten hat. Die erste Fußballmannschaft nahm einmal am DFB-Pokal teil.

## Geschichte
Der Verein wurde am 15. Juli 1920 gegründet und wurde im Jahre 1934 von den Nationalsozialisten verboten und aufgelöst. Am 7. Februar 1954 erfolgte die Neugründung. Die Schwimmabteilung ist als SV DJK Teutonia Waltrop selbständig. Die Leichtathletikabteilung hat sich am 25. Januar 1992 als DJK Teutonia Waltrop – Leichtathletik verselbständigt. Nicht anders ist es bei der Badmintonabteilung, welche nun als BC DJK Teutonia Waltrop fungiert.
Die Fußballer der DJK Teutonia spielten jahrzehntelang lediglich auf Kreisebene und schafften im Jahre 1978 erstmals den Aufstieg in die Bezirksliga. Nach einer Vizemeisterschaft im Jahre 1982 hinter Germania Datteln gelang zwei Jahre später der Aufstieg in die Landesliga Westfalen. Hier konnte sich die Mannschaft stets in der oberen Tabellenhälfte platzieren und wurden im Jahre 1987 erstmals Vizemeister, hatten aber elf Punkte Rückstand auf den Meister VfB Hüls. Zwei Jahre später erreichte die Teutonia das Halbfinale im Westfalenpokal, verloren dieses allerdings mit 1:2 nach Verlängerung gegen den ASC Schöppingen. Dennoch qualifizierten sich die Waltroper für den DFB-Pokal 1990/91.
In der ersten Hauptrunde unterlag die Teutonia dem Zweitligisten Eintracht Braunschweig vor 1000 Zuschauern mit 0:1. Bernd Buchheister erzielte das Tor des Tages. Die Waltroper blieben in der Landesliga weiter erfolgreich und wurden in der Saison 1997/98 erneut Vizemeister, dieses Mal hinter der SpVgg Vreden. Nun spielte die Mannschaft mit den Vizemeistern der anderen vier Landesligastaffeln drei weitere Aufsteiger in die Verbandsliga Westfalen aus. Am letzten Spieltag sicherte sich die Teutonia den Aufstieg durch ein torloses Unentschieden gegen den SV Gadderbaum. Jedoch stiegen die Waltroper in der folgenden Verbandsligasaison 1998/99 als abgeschlagener Tabellenletzter wieder ab.

## Nachfolgeverein
1999 fusionierte die Fußballabteilung des DJK Teutonia mit dem 1958 gegründeten SuS Waltrop zu Teutonia SuS Waltrop. Fusionspartner SuS Waltrop spielte lediglich auf Kreisebene. Die größten Erfolge waren dritte Plätze in der Kreisliga A in den Jahren 1988 und 1992.
Der Verein Teutonia SuS Waltrop startete in der Landesliga und kämpfte dort zunächst erneut gegen den Abstieg. Gegen Ende der 2000er Jahre ging es wieder bergauf und die Waltroper schafften im Jahre 2009 den Aufstieg in die Westfalenliga. Es folgte der direkte Wiederabstieg, dem 2012 der Gang in die Bezirksliga folgte. Sechs Jahre später stiegen die Waltroper in die Kreisliga A ab. 2019 gelang der direkte Wiederaufstieg, bevor es 2022 wieder hinunter in die Kreisliga A ging.
Der Verein SuS Teutonia Waltrop brachte mit Alexander Baumjohann einen späteren Bundesligaspieler hervor.